# When Farmer Met Gryce
When Farmer Met Gryce è un album di Art Farmer e Gigi Gryce, pubblicato dalla Prestige Records nel 1955.

## Tracce
Lato A
1. A Night at Tony's – 5:06 (Gigi Gryce) – Registrato il 19 maggio 1954 al Van Gelder Studio di Hackensack, New Jersey
2. Blue Concept – 5:03 (Gigi Gryce) – Registrato il 19 maggio 1954 al Van Gelder Studio di Hackensack, New Jersey
3. Stupendous-Lee – 5:47 (Art Farmer) – Registrato il 19 maggio 1954 al Van Gelder Studio di Hackensack, New Jersey
4. Deltitnu – 4:18 (Gigi Gryce) – Registrato il 19 maggio 1954 al Van Gelder Studio di Hackensack, New Jersey

Lato B
1. Capri – 5:01 (Gigi Gryce) – Registrato il 26 maggio 1955 al Van Gelder Studio di Hackensack, New Jersey
2. Blue Lights – 5:19 (Gigi Gryce) – Registrato il 26 maggio 1955 al Van Gelder Studio di Hackensack, New Jersey
3. The Infant's Song – 5:15 (Art Farmer) – Registrato il 26 maggio 1955 al Van Gelder Studio di Hackensack, New Jersey
4. Social Call – 6:04 (Gigi Gryce) – Registrato il 26 maggio 1955 al Van Gelder Studio di Hackensack, New Jersey[2][3]

## Musicisti
Brani A1, A2, A3 e A4
- Art Farmer  - tromba
- Gigi Gryce  - sassofono alto
- Horace Silver  - pianoforte
- Percy Heath  - contrabbasso
- Kenny Clarke  - batteria

Brani B1, B2, B3 e B4
- Art Farmer  - tromba
- Gigi Gryce  - sassofono alto
- Freddie Redd  - pianoforte
- Addison Farmer  - contrabbasso
- Art Taylor  - batteria